# AMX-13
Lo AMX-13 è stato un carro armato leggero francese messo in produzione nel dopoguerra (1952); si dimostrò un veicolo eccellente di quella generazione. Il suo equivalente ruotato, la Panhard EBR 8×8, non ebbe la stessa diffusione, mentre il carro pesante AMX-50 non venne posto in produzione in quanto giunse un gran numero di M47 Patton dagli USA. Tutti questi mezzi avevano una torretta basculante, ovvero con il cannone il cui movimento di elevazione era connesso a quello dell'intera parte superiore della torre. Questo accoppiamento rigido consentiva un sistema di carica automatica assai semplice e lineare, non dovendo prevedere complessi e ingombranti meccanismi per adeguare la carica all'alzo dell'artiglieria. Progettato e costruito nel 1948 dall'Atelier de Construction di Issy–les Moulineaux, venne prodotto in serie all'Atelier de Costruzione de Roanne, a partire dal 1952.

## Tecnica
Il peso del veicolo, compatto e robusto, era indicato nel nome stesso: 13 erano infatti le tonnellate del peso di progetto, poi di poco superate. L'AMX-13 disponeva di una corazzatura saldata spessa al massimo 40 mm, la mobilità (60 km/h) era garantita dal motore a benzina da 250 hp; il carro godeva di un'autonomia di 350-400 km.
La struttura dell'AMX-13 non era classica: pilota in avanti, comparto combattimento al centro e motore posteriore, aveva motore anteriore e comparto combattimento/torretta posteriore, quest'ultima conteneva solo 2 uomini invece dei 3 standard (Capocarro - artigliere - caricatore), in quanto ricorreva, come anteprima assoluta, a un sistema di carica automatica. Ciò era consentito dal cannone installato in una torretta "oscillante" o "basculante", che si basava su una parte inferiore rotante sullo scafo, e in una parte superiore elevabile solidalmente al cannone e ai sistemi di mira. Il cannone era inizialmente il CN 75-50 da 75 mm, derivato dal 7,5 cm KwK 42 del Panther, ma ridotto a 61 calibri in lunghezza. Malgrado la sua lunghezza, esso non la sfruttava per imprimere elevate velocità a proiettili perforanti, ma sparava prevalentemente HEAT, capaci di perforare 170 mm a zero gradi di inclinazione. Per il resto i colpi erano granate HE, con circa 30 proiettili disponibili in totale. 12 di questi erano sistemati nei 2 caricatori a tamburo da 6 colpi ai fianchi della torretta, e potevano consentire un veloce selezionamento automatico delle munizioni e un tiro rapido; la controindicazione era di dover poi ricaricarli a mano, rendendo in pratica il carro, con soli 2 uomini di equipaggio, in condizioni di non combattere. Il ritmo di fuoco con caricamento automatico era considerato inaccettabile.
In seguito, sullo scafo dell'AM-13 sono state operate varie trasformazioni e miglioramenti:
- Veicolo da combattimento per la fanteria AMX-VCI, con corazza ridotta a un max di 30 mm, feritoie di tiro, armi fino al 20 mm. È stato a sua volta modificato in: veicolo anticarro armato con missili TOW, veicolo porta-radar RATAC, porta-mortaio da 81 mm, posto di comando per le batterie di artiglieria, cacciacarri missilistico armato con missili ENTAC, piattaforma di lancio per i missili SAM Roland e ambulanza VTT/TB.
- Cannone semovente AMX-Mk 61 da 105 mm.
- Canone semovente pesante AMX 155 mm AMF3 con obice Modèle 50 da 155 mm
- Semovente contraereo AMX-13 DCA (Defénse Contre Avions) equipaggiato con una torre binata da 30 mm, asservita a un radar di scoperta e tiro Thomson-CSF RD515 Œil Noir 1, prodotta in 60 esemplari, che ha costituito per anni l'unico mezzo semovente da difesa aerea dell'Esercito francese.
- Veicoli del genio, gettaponte, recupero ecc.[4]

## Evoluzione ed impiego

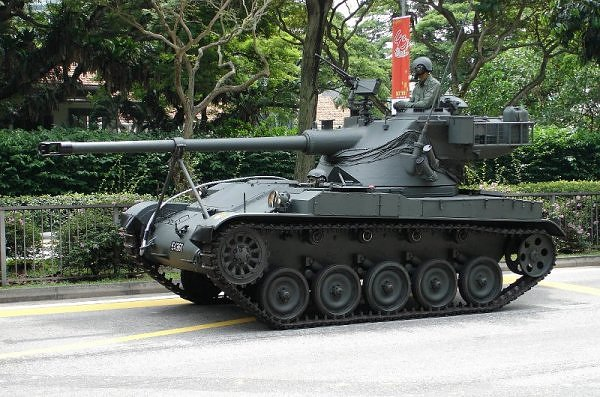
AMX-13 dell'esercito di singapore

L'AMX-13 non ha tardato a trovare acquirenti anche all'estero, sia come mezzo base che come derivati. L'AMX-VCI è stato in servizio anche in Italia, ma non soddisfò molto le aspettative. Nel resto del mondo, la combinazione di economicità e buone prestazioni ha reso l'AMX-13 molto diffuso, con clienti che vanno dal Marocco a Singapore (con un congruo numero) a Israele. Quest'ultimo rivelò la debolezza dell'armamento dell'AMX-13 contro i carri sovietici, in quanto se riusciva a perforare le corazze (45 mm a 60 gradi) dei T-34, nel 1967 si rivelò ben poco valido contro i T-55 (100 mm a 60 gradi), non riuscendo a perforarli frontalmente. Si ha notizia di alcuni T-55 messi fuori combattimento da una serie di tiri a breve raggio, ma certo questo non era un risultato facilmente ripetibile. Anche la sensibilità alle mine venne giudicata eccessiva, e Israele, non potendo potenziare i mezzi con la nuova torretta dotata di un pezzo da 90 o da 105 mm il loro armamento a causa dell'embargo francese, li mise in riserva utilizzando parte delle torrette per riaequipaggiare i vecchi ma più robusti Sherman.
Successivamente, i veicoli dell'Esercito francese hanno ricevuto un nuovo armamento, un cannone da 90 mm, che può sparare munizioni efficaci anche contro le corazze di carri armati pesanti, con munizionamento HEAT, HE, nebbiogeno, Shrapnel, e successivamente un APFSDS capace di perforare un triplice bersaglio NATO standard, con 3 piastre di 1, 2, 5 e 6 cm a 60 gradi e spaziate di 33 cm, per un totale virtuale di quasi 200 mm di corazza spaziata e a 2000 metri. Le macchine per l'export hanno ricevuto invece anche una torre da 105 mm designata FL-12, e capace di sparare varie munizioni HE e HEAT, ma con una media pressione di esercizio. Per migliorare le prestazioni, è possibile anche sostituire il motore a benzina con un Detroit Diesel da 280 hp per 500 km di autonomia.
Anche se oramai superato, messo in riserva o radiato, l'AMX, rimasto in produzione per almeno 30 anni (almeno fino al 1983) in oltre 3000 veicoli senza contare le versioni speciali (gli ultimi mezzi sono stati prodotti dalla Creusot-Loire) ha scritto, nonostante la sua leggerezza, un'importante pagina accanto a quelle di macchine da guerra più grandi e blasonate, americane, inglesi o sovietiche.

## Operatori
Venezuela
- Ejército Nacional de la República Bolivariana de Venezuela

67 esemplari armati con cannone da 75 mm acquistati dal 1954, sono stati cannibalizzati per supportare i 31 AMX-13 C90 acquisiti di seconda mano nel 1989-1990, rimotorizzati ed equipaggiati con cannone Cockerill da 90 mm, in servizio al settembre 2018. 74 AMX VTT-VCI veicoli corazzati da trasporto truppa (compresi 6 portamortai) consegnati tra il 1974 ed il 1976 ed in parte in servizio al settembre 2018.